# Ierse bouzouki

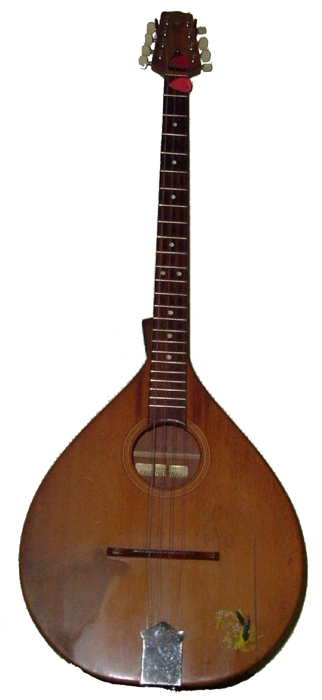
Ierse bouzouki

De Ierse bouzouki is een langhalsluit zoals die gebruikt wordt in Ierse volksmuziek en is afgeleid van de bouzouki zoals die in Griekenland bespeeld wordt.
Bouzouki's werden geïntroduceerd in de Ierse folk in de jaren 70 door Johnny Moynihan en Alec Finn, waarna Andy Irvine en Dónal Lunny het instrument populair maakten. Omdat in de Ierse folk de bassnaren meer gebruikt worden dan in de Griekse volksmuziek werden de in octaven gestemde bassnaren vervangen door unisono paren. De stemming is meestal G-d-a-d' of A-d-a-d'
Instrumentbouwers beschouwen de Ierse bouzouki als lid van de mandoline-familie, in het bijzonder de octaafmandoline en de citer.